# Президентські вибори в Чехії 2023
Президентські вибори у Чехії 2023 — чергові вибори Президента Чехії, що пройшли у два тури, перший — із 13 до 14 січня, другий — із 27 до 28 січня 2023 року. Чинний президент Мілош Земан не мав права балотуватися через обмеження кількості термінів. У другому турі переміг Петр Павел, набравши 58,32 % голосів.

## Тло, перебіг подій
Колишнього прем'єр-міністра Мілоша Земана було обрано президентом Чехії 2013 року, він тоді переміг міністра МЗС Карела Шварценберга на перших в історії країни прямих президентських виборах. До 2012 року всі президентські вибори в Чехії були непрямими, а президента обирали в парламенті Чеської Республіки.
На попередніх виборах, які відбулись у січні 2018 року, Мілоша Земана було обрано на свій другий та останній термін. Після перемоги Земана в 2018 році з'явилися припущення, що наступні вибори можуть відбутися раніше 2023 через стан здоров'я Земана. Спекуляції про можливих наступників Земана почалися невдовзі після виборів, коли букмекери вважали Вацлава Клауса-молодшого фаворитом. Лідер ТАК 2011 Андрей Бабіш заявив, що його партія висуне свого кандидата на наступних виборах. Пізніше стало відомо, що балотуватися буде сам Бабіш.
До другого туру виборів вийшли проросійський кандидат Андрей Бабіш та незалежний кандидат Петр Павел. Після оголошення результатів першого туру всі кандидати об'єдналися проти Бабіша, підтримавши Петра.

## Кандидати
- Петр Павел — Голова Військового комітету НАТО (2015—2018), Командувач Генерального штабу Чеської армії (2012—2015)
- Андрей Бабіш — Прем'єр-міністр (2017—2021)[7]
- Дануше Нерудова — Ректорка Університету імені Менделя у Брно (2018—2022)
- Павел Фішер — Посол Чехії у Франції (2003—2010)
- Ярослав Башта — Посол Чехії в Україні (2007—2010), Посол Чехії у Росії (2000—2005)
- Карел Дівіш
- Марек Хільшер — сенатор
- Томаш Зима — ректор Карлового університету

## Результати

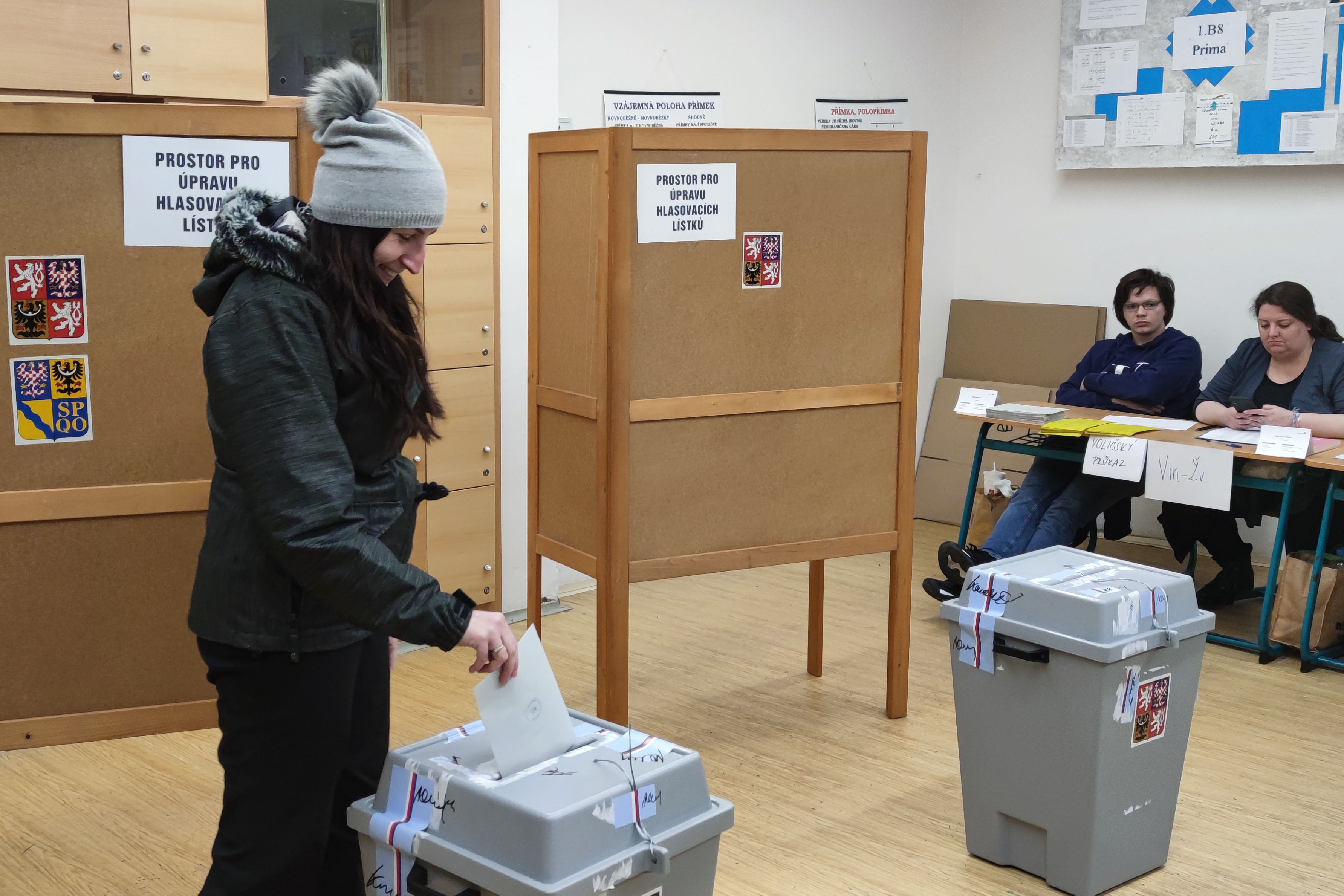
На виборах

| Кандидати                    | Партія                       | Перший тур | Перший тур | Другий тур | Другий тур |
| Кандидати                    | Партія                       | Голосів    | %          | Голосів    | %          |
| ---------------------------- | ---------------------------- | ---------- | ---------- | ---------- | ---------- |
| Петр Павел                   | Незалежний                   | 1 974 285  | 35,40 %    | 3 358 926  | 58,32 %    |
| Андрей Бабіш                 | ТАК 2011                     | 1 952 183  | 35,00 %    | 2 400 271  | 41,68 %    |
| Дануше Нерудова              | Незалежний                   | 776 511    | 13,92 %    |            |            |
| Павел Фішер                  | Незалежний                   | 376 615    | 6,75 %     |            |            |
| Ярослав Башта                | Свобода і пряма демократія   | 248 361    | 4,45 %     |            |            |
| Марек Хільшер                | Незалежний                   | 142 861    | 2,56 %     |            |            |
| Карел Дівіш                  | Незалежний                   | 75 472     | 1,25 %     |            |            |
| Томаш Зима                   | Незалежний                   | 30 823     | 0,55 %     |            |            |
| Недійсні / порожні голоси    | Недійсні / порожні голоси    | 44 227     | 0,79 %     |            |            |
| РАЗОМ                        | РАЗОМ                        | 5 577 111  | 100,00 %   | 5 759 197  | 100,00 %   |
| Зареєстровані виборці / явка | Зареєстровані виборці / явка | 8 243 941  | 68,19 %    | 8 242 566  | 70,22      |